# Pilote de guerre
Pilote de guerre est un roman de l'écrivain français Antoine de Saint-Exupéry alors exilé à New York. Ayant pour mission de faire entrer les Américains dans la guerre, il rappelle aux Américains dans cette œuvre combien la bataille de France avait été dure, avant de publier un an plus tard le conte poétique et philosophique Le Petit Prince.
Ce récit d'une mission effectuée par Saint-Exupéry dans le ciel du Nord de la France (synthèse des missions du 23 mai 1940 et du 6 juin 1940) avec son Bloch MB.174, paru tout d'abord aux États-Unis en français et en anglais sous le titre Flight to Arras le 20 février 1942, permet aux Américains de comprendre que la France s'est courageusement battue, notamment son armée de l'air. En France, le gouvernement de Vichy n'accepte d'éditer le livre qu'à 2 100 exemplaires. Il est attaqué par les pétainistes et la censure allemande décide de le retirer de la vente en février 1943. Malgré cette interdiction, des éditions clandestines circulent : Pilote de guerre se lit sous le manteau.
Cet ouvrage, plus qu'un appel aux Américains, constitue un récit et une réflexion sur la défaite de 1940. En décembre 1943, de Gaulle interdit la publication du livre en Algérie[réf. nécessaire]. Pilote de guerre est donc interdit à la fois par les nazis et par les gaullistes ce qui ne fait que fortifier le dédain de Saint-Exupéry envers ceux qu'il appelle « les super-patriotes ».